# Claudio Schiavoni
Claudio Schiavoni (né le 14 novembre 1960 à Bologne, en Italie) est un pilote automobile italien qui participe à des épreuves d'endurance aux mains de voiture de Grand tourisme dans des championnats tels que l'European Le Mans Series, la Michelin Le Mans Cup ainsi que les 24 Heures du Mans,.

## Palmarès

### Résultats aux24 Heures du Mans
| Année | Écurie        | Copilotes                             | Voiture             | Classe   | Tours | Pos. | Class Pos. |
| ----- | ------------- | ------------------------------------- | ------------------- | -------- | ----- | ---- | ---------- |
| 2019  | Kessel Racing | Sergio Pianezzola (de) Andrea Piccini | Ferrari 488 GTE     | LMGTE Am | 324   | 46e  | 13e        |
| 2020  | Iron Lynx     | Sergio Pianezzola (de) Paolo Ruberti  | Ferrari 488 GTE Evo | LMGTE Am | 331   | 37e  | 11e        |

### Résultats enEuropean Le Mans Series
| Année | Écurie        | Châssis             | Moteur                        | Classe | 1     | 2        | 3     | 4        | 5   | 6   | Position | Points |
| ----- | ------------- | ------------------- | ----------------------------- | ------ | ----- | -------- | ----- | -------- | --- | --- | -------- | ------ |
| 2019  | Kessel Racing | Ferrari 488 GTE     | Ferrari F154CB 3.9 L V8 Turbo | LMGTE  | LEC 9 | MON 8    | BAR 8 | SIL      | SPA | POR | 18e      | 7      |
| 2020  | Iron Lynx     | Ferrari 488 GTE Evo | Ferrari F154CB 3.9 L V8 Turbo | LMGTE  | LEC 6 | SPA Abd. | LEC 5 | MON Abd. | POR |     | 14e      | 19     |
| 2021  | Iron Lynx     | Ferrari 488 GTE Evo | Ferrari F154CB 3.9 L V8 Turbo | LMGTE  | BAR 5 | RBR      | LEC   | MON      | SPA | POR |          |        |